# جینووین
جینووین (به انگلیسی: Ginuwine) (زاده ۱۵ اکتبر ۱۹۷۰)خواننده ، ترانه سرا ، رقصنده ، بازیگر آمریکایی است.
از فیلم‌های معروف او می‌توان به بازی در فیلم جوانا من اشاره کرد.